# Milan-San Remo féminin
Cet article concerne la compétition féminine. Pour la compétition masculine, voir Milan-San Remo.
Milan-San Remo féminin est une course cycliste italienne créée en 2025. Il s'agit de la version féminine de la course éponyme. La course est inscrite au calendrier international sous le nom de Milano-Sanremo Donne, mais est également promue par l'organisateur sous le nom de Sanremo Women.
Elle est disputée en Ligurie avec une arrivée à Sanremo. Elle obtient directement la catégorie 1.WWT de l'UCI World Tour féminin, le premier niveau du cyclisme féminin.
Cette course féminine succède à la Primavera Rosa qui avait été organisée de 1999 à 2005. 
Après le Tour des Flandres féminin en 2004, Liège-Bastogne-Liège féminin en 2017 et Paris-Roubaix Femmes en 2021, Sanremo Women est la quatrième course féminine correspondant à un Monument du calendrier masculin qui en compte cinq. Seul le Tour de Lombardie n'a pas de version féminine. En effet, si le Trofeo Alfredo Binda-Comune di Cittiglio présente un parcours difficile et se déroule également en Lombardie (quoique sur des routes différentes), il se déroule en mars, traditionnellement le même week-end que Milan-San Remo.
En 2025, le Trofeo Binda est décalé d'une semaine, pour faire place à ce Milan-San Remo féminin. Le départ est donné le 22 mars à Gênes avec un tracé long de 156 kilomètres similaire à la seconde moitié du parcours des hommes.

## Palmarès
| Année | Vainqueur     | Deuxième     | Troisième   |
| ----- | ------------- | ------------ | ----------- |
| 2025  | Lorena Wiebes | Marianne Vos | Noemi Rüegg |

## Identité visuelle

Logo depuis 2025.
Logo depuis 2025 avec le sponsor Crédit Agricole.